# 斐迪南·菲利普·德·奧爾良
斐迪南·菲利普王子（Prince Ferdinand Philippe of Orléans；1810年9月3日—1842年7月13日），全名奧爾良的斐迪南·菲利普·路易·夏爾·埃里克·羅薩利諾（法語：Ferdinand Philippe Louis Charles Éric Rosalino d'Orléans），是法國國王路易-菲利普一世的長子，母親玛丽·阿玛丽在流亡時於其故鄉在西西里生育他。自出生起，他就是奧爾良王朝的繼承人，在父親成為法國國王後，他成為法國的储君（Crown prince|Prince Royal），後來亦獲得其最知名的稱號——奧爾良公爵（法語：Duc d'Orléans）。
由於他在1842年早於父親逝世，他未繼承父親的王位，也未看到七月王朝的崩潰與流亡到英國。

## 家庭
1837年，斐迪南·菲利普和梅克倫堡-施威林的海倫結婚。海倫的父親是梅克倫堡-施威林大公世子腓特烈·路德維希，母親是薩克森-魏瑪-艾森納赫的卡羅琳·路易絲。兩人共有兩個兒子：
1. 腓力（1838年—1894年），巴黎伯爵
2. 羅貝爾（1840年—1910年），沙特爾公爵